# Jan Ciągliński

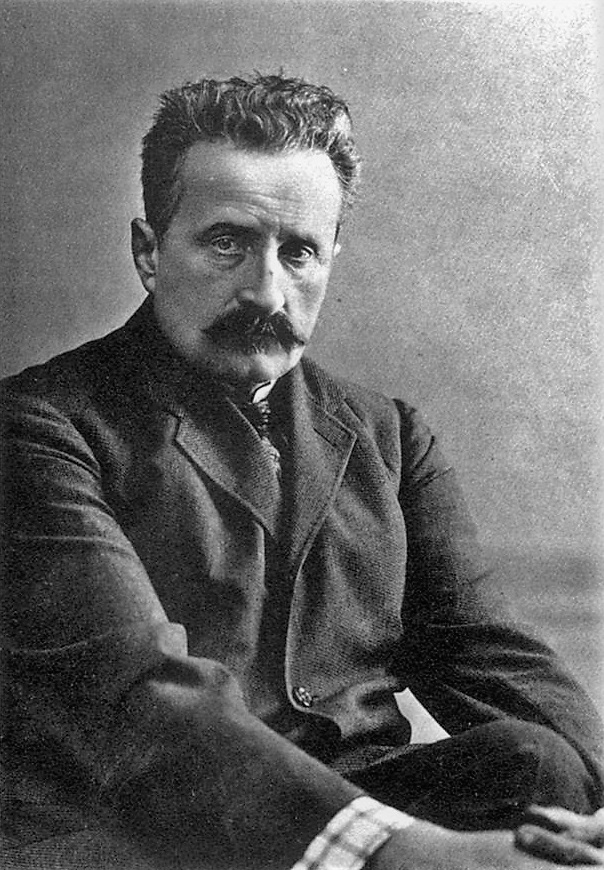
Foto de 1910

 Jan Ciągliński (en ruso:   Цёнглиньский; Varsovia; 8 de febrero en calendario juliano, 20 de febrero en calendario gregoriano de 1858-San Petersburgo, 24 de diciembre de 1912 en juliano, 6 de enero de 1913 en gregoriano) era un pintor impresionista polaco establecido en Rusia.
Nacido en una familia noble polaca, estudió en la Universidad de Varsovia según algunas fuentes medicina, según otras ciencias naturales, según otras física y matemáticas Más tarde, se formó en el taller de  Wojciech Gerson,  y la escuela de diseño de Varsovia antes de instalarse en San Petersburgo en 1879, donde estudió en la Academia Imperial de las Artes. En 1894, continuó su formación en París.
Fue uno de los fundadores de «Mir Iskousstva»,  profesor de diseño en la Sociedad Imperial de Fomento de las Artes (a partir de 1888) y en otras instituciones y de forma particular. Entre sus alumnos destacan: Iván Bilibine, Viktor Vesnine, Mijaíl Matiushin, Pável Filónov o Yelena Guró.
Su hermano, Adam (1860-1933), fue un eminente neurólogo que escribió varios trabajos pioneros en estadística médica y su tío Roman Żuliński, era matemático y fue líder del Levantamiento de Enero.